# Woolworths Group (Australien)
Woolworths Group Limited er en australsk dagligvarekoncern. Igennem Woolworths Supermarket har de 1051 supermarkeder i Australien desuden driver de discoutkæden Big W i Australien og Countdown, SuperValue og FreshChoice supermarkedskæderne i New Zealand. I 2020 var omsætningen på 63 mia. australske dollar, hvilket gjorde den til Australiens største virksomhed.
Virksomheden blev etableret i Sydney i 1924 som en variety-butikskæde "Woolworths Limited".